# Lista konsol z wbudowanymi grami
Lista konsol z wbudowanymi grami z podziałem na generacje – konsole na liście są tzw. konsolami „dedykowanymi” tzn. konsolami z wbudowanymi w system grami i pozbawionymi wszelkich zewnętrznych nośników danych (tj. kartridżów, płyt, kart pamięci itd.), przez co nie da się na nich uruchomić żadnych tytułów oprócz tych wbudowanych.

## Pierwsza generacja (1972-1980)
| Nazwa                       | Data wydania | Producent                           | Sprzedanych jednostek |
| --------------------------- | ------------ | ----------------------------------- | --------------------- |
| Ping-o-Tronic               | 1974         | Zanussi                             | 1 milion              |
| Play-o-Tronic               | 1977         | Zanussi                             |                       |
| Telstar                     | 1976         | Coleco                              |                       |
| Sears Tele-Games            | 1975         | Atari                               |                       |
| Video Pinball               | 1977         | Atari                               |                       |
| Stunt Cycle                 | 1977         | Atari                               |                       |
| APF TV Fun                  | 1976         | APF                                 |                       |
| Sportsman T101              | 1976         | Unisonic                            |                       |
| Tournament 100              | 1976         | Unisonic                            |                       |
| Tournament 102              | 1976         | Unisonic                            |                       |
| Tournament 150              | 1976         | Unisonic                            |                       |
| Tournament 200              | 1976         | Unisonic                            |                       |
| Tournament 1000             | 1977         | Unisonic                            |                       |
| Tournament 2000             | 1977         | Unisonic                            |                       |
| Tournament 2501             | 1977         | Unisonic                            |                       |
| Olympian 2600               | 1978         | Unisonic                            |                       |
| Radio Shack TV Scoreboard   | 1976         | Radio Shack                         |                       |
| Colorsport VIII             | 1978         | Granada                             |                       |
| Binatone TV Master Mk IV    | 1977         | Binatone                            |                       |
| Color TV-Game 6             | 1977         | Nintendo                            | 3 miliony             |
| Color TV-Game 15            | 1978         | Nintendo                            | 3 miliony             |
| Color TV-Game Racing 112    | 1978         | Nintendo                            | 3 miliony             |
| Color TV-Game Block Breaker | 1979         | Nintendo                            | 3 miliony             |
| Computer TV-Game            | 1980         | Nintendo                            | 3 miliony             |
| Wonder Wizard               | 1976         | GHP                                 |                       |
| BSS 01                      | 1980         | VEB Kombinat Mikroelektronik Erfurt |                       |
| TV játék                    | 1980         | Videoton                            |                       |

## Druga generacja (1976-1992)
| Nazwa              | Data wydania | Producent   | Sprzedanych jednostek |
| ------------------ | ------------ | ----------- | --------------------- |
| Seria Game & Watch | 1980-1991    | Nintendo    | 43,4 miliona          |
| Seria IM           | 1984-1992    | Electronika |                       |
| Seria I            | 1992         | Electronika |                       |
| Seria IE           | 1993         | Electronika |                       |

## Szósta generacja (1999-2005)
| Nazwa              | Data wydania | Producent               | Sprzedanych jednostek |
| ------------------ | ------------ | ----------------------- | --------------------- |
| Activision 10-in-1 | 2003         | Toymax / Jakk's Pacific |                       |
| Atari 10-in-1      | 2003         | Jakk's Pacific          |                       |
| Atari Flashback    | 2004         | Atari                   |                       |
| Atari Flashback 2  | 2005         | Atari                   | 860 000               |

## Siódma generacja (2006-2012)
| Nazwa             | Data wydania | Producent | Sprzedanych jednostek |
| ----------------- | ------------ | --------- | --------------------- |
| Atari Flashback 3 | 2011         | AtGames   |                       |
| Atari Flashback 4 | 2012         | AtGames   |                       |

## Ósma generacja (2013-2016)
| Nazwa                 | Data wydania   | Producent                      | Sprzedanych jednostek |
| --------------------- | -------------- | ------------------------------ | --------------------- |
| Atari Flashback 5     | 2014           | AtGames                        |                       |
| Atari Flashback 6     | 2015           | AtGames                        |                       |
| Nintendo Classic Mini | 2016           | Nintendo                       | ponad 1,5 miliona     |
| Atari Flashback 7     | 2016           | AtGames                        |                       |
| PlayStation Classic   | 3 grudnia 2018 | Sony Interactive Entertainment |                       |